# Lúcia Filippini
Lúcia Filippini (Corneto-Tarquinia, 13 de janeiro de 1672 – Montefiascone, 25 de março de 1732) foi uma religiosa italiana e co-fundadora do instituto das Mestras Pias, cujo carisma é conhecido sobretudo por visar a educação de meninas. É considerada a pioneira da educação feminina na atual Itália, tendo fundado várias escolas para este fim.

## Biografia

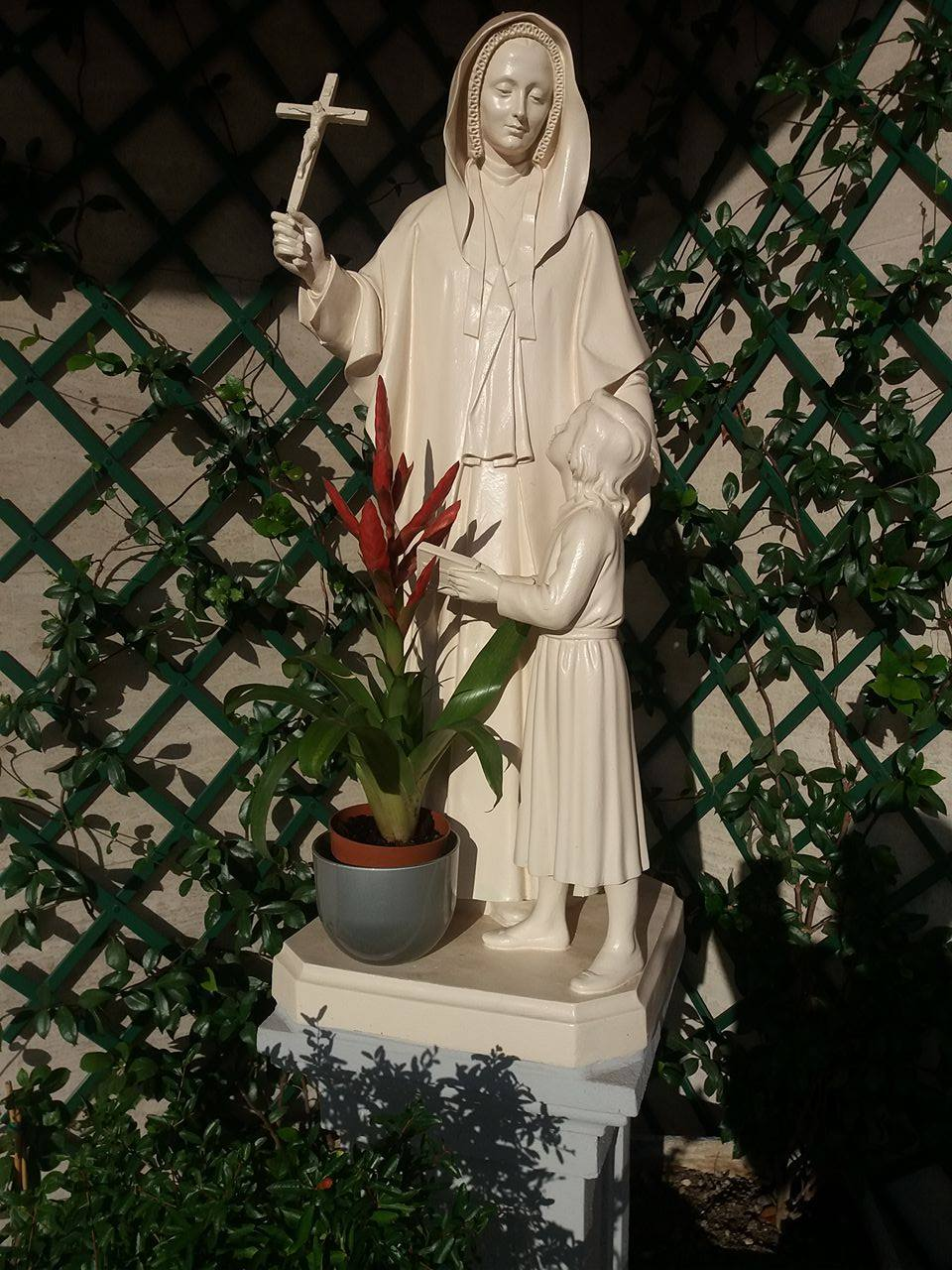
Estátua de Santa Lúcia Filippini na casa congregacional das Mestras Pias Filippini em Roma

Lúcia Filippini nasceu em 13 de janeiro de 1672, em Corneto-Tarquinia, sendo a caçula dos cinco filhos do casal Filippo Filippini e Maddalena Picchi. Com seis anos de idade jovem ficou órfã, ficando sob os cuidados dos tios aristocráticos, estes que confiaram sua educação e formação religiosa às Irmãs Beneditinas de Santa Lúcia, recebendo ali o catecismo e a primeira comunhão.
A sua vida consagrada começou sob o patrocínio do cardeal Marcantonio Barbarigo, que lhe confiou o trabalho de fundar escolas para jovens mulheres, especialmente as pobres. Na companhia de Santa Rosa Venerini, ela começou a formação de professores escolares para este fim. Com a ajuda do cardeal Barbarigo, ela co-fundou as Mestras Pias, uma congregação feminina dedicado à educação das jovens italianas. Em Montefiascone, suas alunas aprenderam artes domésticas, tecelagem, bordado, leitura e também sobre a fé católica. Doze anos depois, o cardeal elaborou um conjunto de regras para orientar Lúcia e suas seguidoras na vida religiosa.
Em 1707, o Papa Clemente XI, admirado com seu trabalho, chamou Lúcia à Roma para fundar escolas, colocando-as sob os cuidados de sua congregação. Ao todo, cinquenta e duas escolas foram fundadas em vida por Lúcia Filippini. Faleceu em Montefiascone no dia 25 de março de 1732, aos 60 anos, vítima de câncer de mama, estando sepultada na catedral da cidade.
Após sua morte, as Mestras Pias continuaram seu legado de formação e evangelização dos jovens italianos, expandindo a obra posteriormente para os Estados Unidos, Inglaterra, Etiópia, Eritreia, Índia, Albânia e, por recomendação do Papa João XXIII, o Brasil, tendo a obra iniciado seus trabalhos na cidade de São Paulo em meados de maio de 1962.

## Veneração
Lúcia Filippini foi beatificada em 13 de junho de 1926 e canonizada em 22 de junho de 1930 pelo Papa Pio XI. Uma estátua em sua homenagem pode ser vista no primeiro nicho superior da entrada principal, no lado esquerdo da nave da Basílica de São Pedro, no Vaticano. Ela é comemorada pela Igreja Católica no dia 26 de março.